# Forceville-en-Vimeu
Forceville-en-Vimeu är en kommun i departementet Somme i regionen Hauts-de-France i norra Frankrike. Kommunen ligger i kantonen Oisemont som tillhör arrondissementet Abbeville. År 2022 hade Forceville-en-Vimeu 231 invånare.

## Befolkningsutveckling
Antalet invånare i kommunen Forceville-en-Vimeu
| Referens: INSEE |